# Autentiska partiet
Kubas revolutionära parti (Partido Revolutionario Cubano-Autentico), vanligen kallat Autentiska partiet (Partido Autentico), var ett politiskt parti på Kuba grundat av Ramón Grau 1934, sedan han tvingats överge presidentposten av arméchef Fulgencio Batista. 
Partiet var starkt nationalistiskt och populistiskt med korporativistiska drag med slagord som Cuba para los Cubanos ("Kuba åt kubanerna") och genomförde i regeringsställning 1944–1952 en rad reformer och regleringar. Ett allt svårare ekonomisk läge med grasserande korruption underblåste ett motstånd mot partiet förkroppsligat av dels det nya radikala Ortodoxa partiet, dels expresidenten Batista, som 1952 störtade den sittande presidenten Carlos Prio Socarras. Under diktaturen som följde stagnerade partiet, och 1959, efter OP-medlemmen Fidel Castros maktövertagande deltog Socarras i bildandet av Organizacion Autentico i opposition mot Castroregimen.